# Хорда, Энрике
Энрике Хорда́ (исп. Enrique Jordá; 24 марта 1911, Сан-Себастьян — 18 марта 1996, Брюссель) — испано-американский дирижёр.

## Биография
Сын военного моряка, погибшего, когда мальчику было пять лет. С восьми лет пел в церковном хоре, в 12 лет стал помощником органиста в местной церкви, в 16 лет начал сочинять музыку. В 1929 г. отправился в Париж изучать медицину, однако постепенно переключился на профессиональное образование в области музыки, в том числе у Марселя Дюпре (орган), Поля Ле Флема (композиция) и Франсуа Рюльмана (дирижирование). В наибольшей степени на его формирование как дирижёра повлияло наблюдение за репетициями Пьера Монтё. В 1938 г. дебютировал за дирижёрским пультом, заменив Монтё в программе Симфонического оркестра Парижа.
В 1940—1945 гг. руководил Мадридским симфоническим оркестром, сменив на этом посту Энрике Фернандеса Арбоса. После этого покинул Испанию и в течение двух лет выступал как приглашённый дирижёр с различными британскими, французскими, швейцарскими оркестрами, а также с Баскским балетом.
В 1947 г. Хорда был утверждён руководителем Кейптаунского симфонического оркестра, в январе 1948 г. прибыл в Южную Африку и 19 февраля дал первый концерт, встреченный всеобщим энтузиазмом аудитории и критики. Хорда руководил оркестром до конца 1953 г., добившись увеличения его численности, однако финансовые сложности и острые конфликты с оркестрантами привели к его отставке; в программу прощального концерта 30 декабря Хорда включил те же два произведения, что исполнялись на инаугурационном концерте: Седьмую симфонию Людвига ван Бетховена и увертюру Феликса Мендельсона «Сон в летнюю ночь». На рубеже 1940—1950-х гг. Хорда осуществил ряд записей испанской музыки вместе с Лондонским симфоническим оркестром, Национальным симфоническим оркестром (США) и Оркестром концертного общества Парижской консерватории, в том числе две версии сюиты Мануэля де Фальи «Ночи в садах Испании» с Клиффордом Керзоном в партии фортепиано.
В 1954 г. Хорда возглавил Симфонический оркестр Сан-Франциско, сменив своего наставника Монтё. Под управлением Хорда в 1958 г. в Сан-Франциско состоялась мировая премьера произведения Хоакина Родриго «Фантазии для благородного рыцаря», солировал Андрес Сеговия. На рубеже 1950—1960-х гг. Хорда выступал как приглашённый дирижёр с ведущими оркестрами Европы. В этот же период он в третий раз записал «Ночи в садах Испании», на этот раз с Артуром Рубинштейном. В 1963 г., однако, Симфонический оркестр Сан-Франциско досрочно расторг с ним второй пятилетний контракт на фоне скандала, вызванного резким письмом Джорджа Селла о положении дел в оркестре.
После отъезда из Сан-Франциско Хорда работал приглашённым дирижёром в Европе, Южной Америке и Австралии. В 1969 году он опубликовал в Испании книгу «Дирижёр перед партитурой» (исп. El director de orquesta ante la partitura). В 1970—1976 гг. руководил Филармоническим оркестром Антверпена. В 1982 г. возглавил новосозданный Баскский национальный оркестр и руководил им до 1984 г.
Умер после двухмесячной болезни, вызванной неудачным переливанием крови.
Дочь дирижёра Тесса Хорда была замужем за Дэвидом Брюэром, лорд-мэром Лондона.